# Johann Georg Meindl

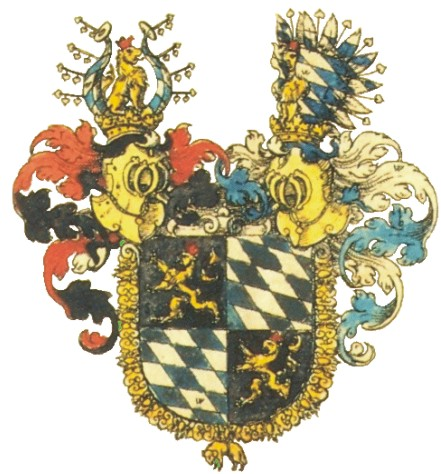
Wappen Bayern 1703

Johann Georg Meindl (* 23. April 1682 in Weng im Innkreis, Kurfürstentum Bayern, heutiger Bezirk Braunau, Österreich; † 9. April 1767 in Salzburg) war ein bayerischer Freiheitskämpfer.
Johann Georg Meindl war einer der Anführer der Bayerischen Volkserhebung 1705/06 gegen die Besatzung durch Österreich unter Joseph I. Er begleitet als bewaffneter Anführer den Aufstand in Bayern über den ganzen Zeitraum.

## Jugend und Ausbildung
Seine Eltern Cyprian und Maria Meindl führten das Tafernwirtschaft Nro. 37. Der Vater stammte aus einer angesehenen Bürgerfamilie aus dem nahen Markt Mauerkirchen und die Mutter vom Kasingergut in Weng. Für Johann Georg Meindl war die Studienlaufbahn bestimmt. Mit elf Jahren kam er an das Jesuitengymnasium nach Burghausen. An dieser Lateinschule wurde der Grundstein für seine Gesprächigkeit und Wortgewandtheit gelegt. Und hier schloss er auch Freundschaft mit dem um ein Jahr älteren Georg Sebastian Plinganser aus Pfarrkirchen. Das erste Jahr des Philosophiestudiums konnte Meindl ebenfalls am Burghauser Jesuitengymnasium absolvieren, die beiden weiteren Jahre studierte er an der Benediktineruniversität in Salzburg. 1701 schloss der 19-jährige das Studium der Philosophie ab. Weil seine Eltern mittlerweile in den Markt Altheim umgezogen waren und dort das Brauwirtshaus Nro. 50 führten, wird der Wenger oft als „Student von Altheim“ bezeichnet. Ob Meindl nach dem „Grundstudium“ der Philosophie auch das „richtige“ Studium der Theologie oder Juristerei begonnen hatte, ist nicht belegt.

## Meindl während der Bayerischen Volkserhebung 1705/06

### Anfänge der Volkserhebung
Im selben Monat, in dem Meindl in Salzburg graduierte, begann in Italien der Spanische Erbfolgekrieg. 1703 wurde auch das Innviertel, Grenzgebiet zwischen Bayern und Österreich, zum Kriegsschauplatz.
Nach der bayerischen Niederlage bei Höchstädt 1704 gab es keine Besserung der sozialen und wirtschaftlichen Verhältnisse in den ehemaligen Kriegsgebieten. Durch Befehl des Kaisers sollte von allen Landesteilen so viele Mittel wie möglich aufgebracht werden, um die Kriegsführung zu finanzieren. Der Auslöser für die ersten Unruhen war die geplante Zwangsrekrutierung von 12.000 jungen Bayern. Erste Gruppen hatten sich bereits im Wald versteckt. In vielen Orten kam es zu spontanen Tumulten. In Mauerkirchen zogen bewaffnete Männer in den Markt und lieferten sich am 6. November 1705 mit kaiserlichen Dragonern ein erstes Gefecht. Es wird vermutet, dass Johann Georg Meindl der Kopf dieser ersten Aktion war. Der Student aus Weng trat somit von Beginn an als Anführer der Bayerischen Volkserhebung in seiner Heimat in Erscheinung.

### Die Volkserhebung
Johann Georg Meindl scheint auch einer der Organisatoren zwischen den einzelnen Aufstandsherden gewesen zu sein. Bereits am 11. November trafen sich bei Burg Frauenstein am Inn 5.000 „Weilharter“ unter Meindl und 5.000 „Taschnerbauern“ aus dem Rottal unter seinem Schulfreund Georg Sebastian Plinganser. Dieser sagte später, damals sei „die Belagerung von Braunau und Schärding mit dem Meindl bereits beschlossen“ gewesen. Das Heer zog nach Braunau und belagerte die Festung (14. November 1705).
Zunächst fiel Burghausen und die dortige Festung in die Hand der Aufständischen aus dem Oberen Weilhart. Meindl zog am 17. November in die Stadt ein und schlug dort (im heutigen Hotel Bayerischer Hof) sein Quartier auf. Mit dem Fall von Braunau am 27. November 1705 und Schärding am 4. Dezember 1705 erlangten die Aufständischen die Macht über das gesamte Innviertel, der Landstrich wurde zum Kernland der Volkserhebung. Rebellen aus anderen bayerischen Regionen holten sich in Braunau ihre Direktiven und gleichzeitig wurden von hier aus Agitatoren in alle Himmelsrichtungen geschickt.
Johann Georg Meindl stand bei der Volkserhebung in der Regel auf der Seite der „Falken“, die für ein entschlossenes Vorgehen eintraten. Nur wenn die Kaiserlichen aus dem Land vertrieben würden, könne die „Kurbayerische Libertät“ wiederhergestellt werden und die schonungslose Ausbeutung ein Ende haben. Meindl war dabei aber keineswegs ein kompromissloser Anführer. Als die kaiserliche Administration die ersten Angebote in Richtung Vermittlung und Waffenstillstand machte, stimmte Meindl dem zu. „Er wusste um die Sorgen seiner Bauern um ihre Höfe“, schreibt Christian Probst. Doch bei den Anzinger Verhandlungen wurde bald klar, dass die Administration nur Zeit gewinnen wollten. Sie warteten auf Verstärkung, um den Aufstand niederzuschlagen. Meindl war also Realist, als er als „Falke“ vier Tage nach dem Waffenstillstands-Abkommen 4.000 Mann von Burghausen nach Marktl führte. Dort machte sich die Hauptmacht der Unterländischen Bayerischen Landesdefension mit rund 12.000 Mann bereit zum Marsch gegen München.
Johann Georg Meindl blieb in Burghausen und wirkte an der Aufbietung und der Organisierung der Truppen mit. Er wurde als „Feld-Marschall und General über ein Regiment Reiter“ bezeichnet und befehligte als solcher acht Kompanien. Welche Rolle er beim Braunauer Parlament (ab 21. Dezember 1705) eingenommen hatte, ist noch nicht vollständig erforscht.

### Das Ende der Erhebung

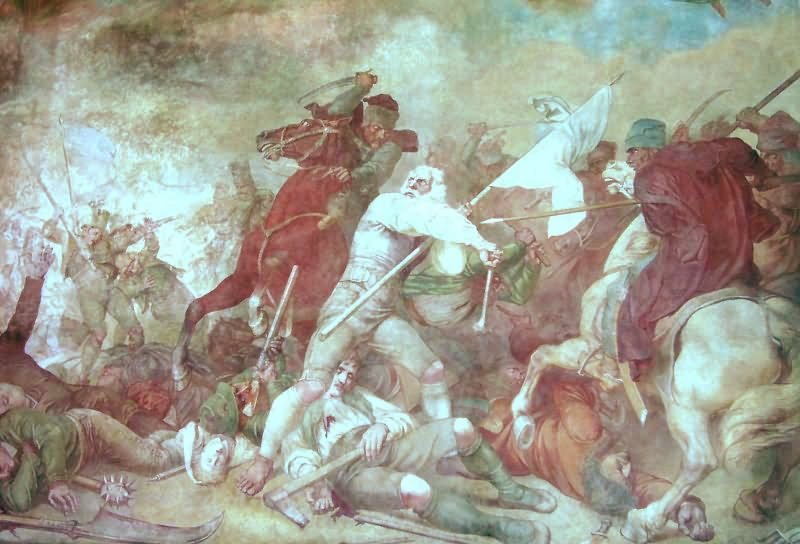
Sendlinger Bauernschlacht (Fresco in der Sendlinger Kirche)

Mit der Niederlage der Oberländer in der Sendlinger Mordweihnacht am 25. Dezember 1705 hatte die Bayerische Volkserhebung ihren Höhepunkt überschritten. In Braunau dominierte aber weiterhin die unbeugsame Kriegspartei („uneinsichtige“ – wie es Christian Probst bezeichnet). Ihr Haupt war Georg Sebastian Plinganser und auch Meindl gehörte dazu. Am 1. Jänner 1706 erließ er ein Patent und ordnete in seiner Funktion als Schützenobrist die Stellung aller Innviertler Schützen an. Noch einmal sollte eine schlagkräftige Einheit aufgebaut werden. Das gelang ihm allem Anschein nach auch. Denn als sich ein „Entsatzheer“ zur Rückeroberung der Stadt Vilshofen aufmachte, erhielt Meindl den Auftrag, diesem zu folgen und es zu verstärken. Doch dieser Auftrag kam zu spät, Meindls Schützen trafen nur mehr auf die wenigen Überlebenden der Schlacht von Aidenbach. Mit dieser war das Ende der Bayerischen Volkserhebung auch im Unterland endgültig besiegelt. Nach der Reihe fielen die Städte Schärding, Braunau und Burghausen in die Hände der Kaiserlichen.
Johann Georg Meindl flüchtete in den Weilhartforst und verschanzte sich mit hunderten Aufständischen. Er wurde als einer von vier flüchtenden „Haupträdelsführern“ für vogelfrei erklärt, auf ihn wurden 100 Speziesdukaten Kopfgeld ausgesetzt. Im Falle seiner Ergreifung wurde ihm eine „gelinde Antuung“ angekündigt – was aber wohl eine Hinrichtung bedeutet hätte. Kaiserliche Truppen durchzogen den Weilhartforst auf der Suche nach den verborgenen Aufständischen, trieben Meindl sogar einmal in die Enge, konnten ihn aber nicht verhaften. Auch seine Familie, allen voran Vater Cyprian, wurde vergeblich drangsaliert, um Informationen über das Versteck zu erhalten.
Die Hoffnungen der letzten Rebellen auf ein Wiederaufleben der Volkserhebung (unter anderem durch Unterstützung durch Kurfürst Max Emanuel aus Brüssel) zerschlugen sich bald. Auch Johann Georg Meindl musste das Scheitern der Erhebung einsehen. Er verließ den Weilhart und begann ein neues Leben im sicheren Salzburg. Als Karabiner trat er in die berittene Leibgarde des Erzbischofs ein, seine Fähigkeiten als „Schützenobrist“ und „General über ein Regiment Reiter“ waren hier gefragt. Wann genau Meindl diese Stelle angetreten hatte und ob sie ihm angeboten wurde, er willkommen war oder vielleicht gar nicht erkannt wurde, lässt sich bislang nicht eindeutig sagen.

## Salzburger Zeit
Jedenfalls wurde aus dem gesuchten Rebellen von einst ein Ehemann, tüchtiger Offizier und angesehener Bürger. Knapp 60 Jahre lang lebte Johann Georg Meindl nach den Ereignissen der Bayerischen Volkserhebung noch in Salzburg. Er trat in hohem Alter mehrmals als Pate in Erscheinung; im letzten Pateneintrag wird der damals 73-jährige als „Nob.D. Joannes Georgius Meindl“, also als „Nobilis Dominus“, als „Edler Herr“ bezeichnet. Am 9. April 1767 starb Johann Georg Meindl im Alter von 84 Jahren in Salzburg.

## Nachleben
Die Erinnerung an ihn blieb lange Zeit lebendig. Christian Probst weiß: „Über ihn, den schlauen Fuchs, erzählt man sich im Innviertel noch am Ende des 19. Jahrhunderts mannigfache Geschichten und Sagen. [...] So hat auch das Kernland des bayerischen Volksaufstandes, das Innviertel, seine Sagenfigur in dem mutigen und schlauen Studenten aus Altheim [resp. Weng/Innkreis], dem Freund und Helfer der Bauern, der anders als der Schmiedbalthes und die Schützen im Reschenhof in Aidenbach nicht im heldenhaften Kampf unterging, sondern den Kaiserlichen ein Schnippchen nach dem anderen schlug und im nahen Salzburg ein angesehener Offizier wurde.“ In der Literatur wurde ihm Beredsamkeit und Gewandtheit, militärisches Talent und Führungsqualitäten, Tapferkeit, Entschlossenheit und Schlauheit zugesprochen.
In seinem Geburtsort ist die Johann-Georg-Meindl-Straße nach ihm benannt.